# Phantoms Deurne
Phantoms Deurne is een Belgische ijshockeyclub uit Deurne. Phantoms Deurne speelt in de Eredivisie, de hoogste afdeling in het Belgische ijshockey.

## Geschiedenis
IJshockeyclub Antwerp Phantoms werd opgericht in de zomer van 1972, onder de naam Deurne Ice Skating Club (DISC) Phantoms.
Ludo Peleman, vader van Antwerps muzikant Axl Peleman en militair piloot, tekende voor de naam Phantoms. Zijn ultieme droom was vliegen met een F4-Phantom-straaljager. De Antwerp Phantoms waren geboren.
Uitvalsbasis was ijsbaan Ruggeveld tot deze gesloten werd in 2019. Vanaf oktober 2021 nam de club zijn intrek in het nieuwe sportcomplex Sportoase Groot Schijn.

## Erelijst
Landskampioen in 2000, 2001, 2003 en 2015, 2022 en 2023.
Bekerwinnaar in 1988, 1993, 1996, 1997, 1998, 2001, 2002, 2005 en 2015.